# Reserva de lobos marinos del puerto de Mar del Plata
La reserva de lobos marinos del puerto de Mar del Plata o reserva faunística de lobos marinos es una pequeña área protegida urbana situada en la costa marítima de la ciudad de Mar del Plata, específicamente en el puerto homónimo, al sudeste de la provincia de Buenos Aires, centro-este de la Argentina. Además de ser un habitual paseo turístico, su objetivo es proteger la colonia de pinnípedos más septentrional del país. 

## Historia y características generales

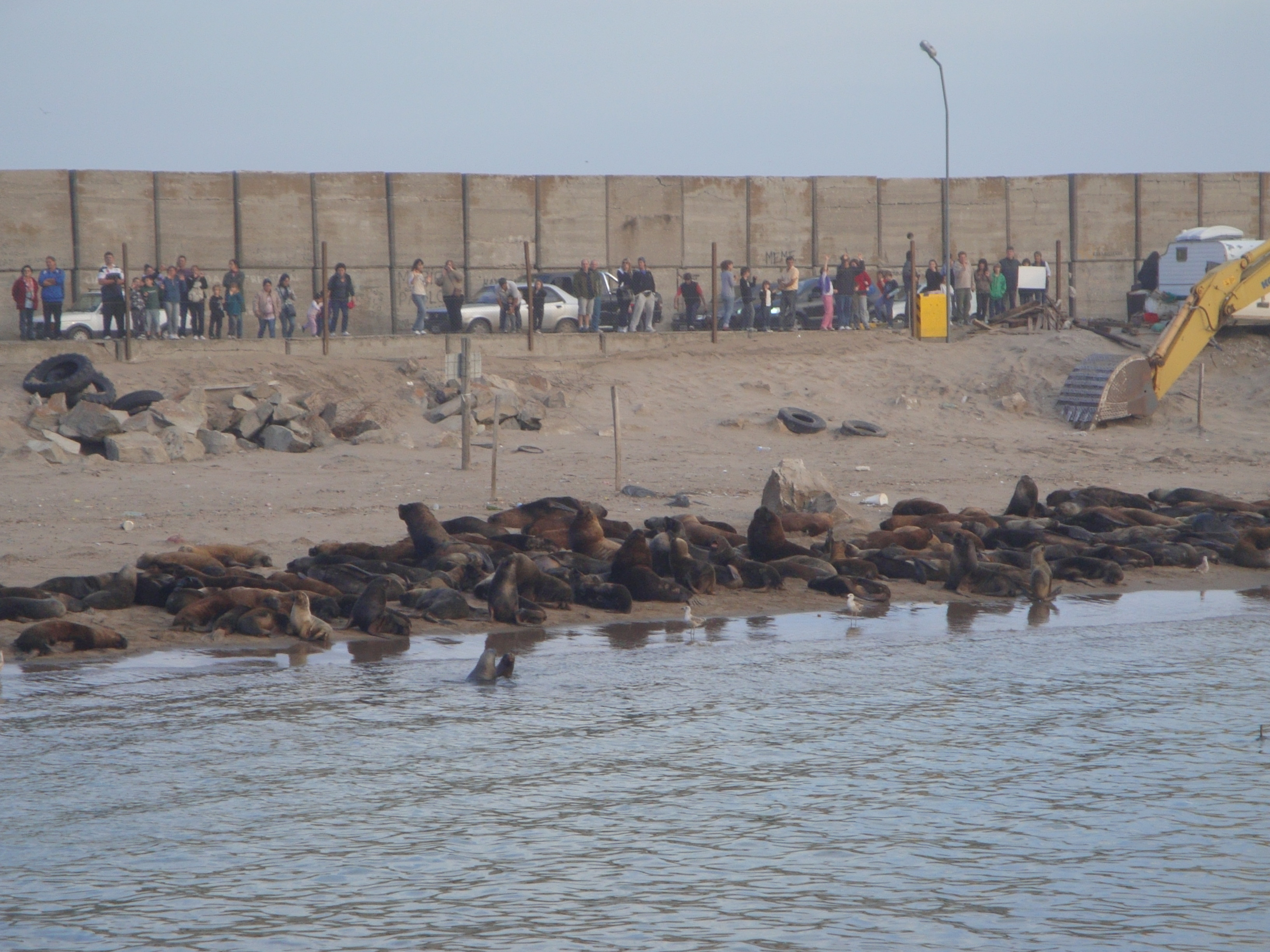
La lobería vista desde el mar.

La región donde hoy se sitúa la ciudad de Mar del Plata presenta un frente litoral sobre el mar Argentino del océano Atlántico suboriental, el cual históricamente era asiento de numerosas loberías de dos especies de pinípedos el lobo marino de un pelo o sudamericano (Otaria flavescens, anteriormente clasificado como O. byronia) y el lobo marino de dos pelos o sudamericano (Arctophoca australis australis, también clasificado como Arctocephalus australis australis). Estos apostaderos fueron diezmados por el hombre, primero para obtener sus cueros carne y grasa, y finalmente por simple “caza deportiva”, por lo que virtualmente desapareció de la zona.
Este centro urbano posee un puerto sumamente activo, donde operan más de 400 naves, destacando especialmente por ser el mayor desembarque de productos pesqueros del país, siendo además puerto cerealero de ultramar.
El puerto de Mar del Plata se empezó a diseñar a fines del siglo XIX y se inauguró en 1924. Es artificial, creándose al excavar un espacio costero y dragándolo para formar una profunda hoya (con calado actual de 32  pies), encerrándola con dos importantes escolleras, la Norte y la Sur; esta última es la más larga, incluyendo su morro terminal, penetra en las aguas 2750 metros. El canal de acceso posee un ancho de 80 m y una profundidad de 8 m.
Los lobos marinos de un pelo que migraban por las aguas litorales comenzaron primero a interesarse por los barcos pesqueros para obtener alimento del descarte de pesca, y posteriormente empezaron a penetrar en el puerto en la década de 1940, siendo que para el año 1960 comenzaron a asentarse agrupaciones en forma permanente, haciéndose su presencia cada vez más habitual mientras que a la par su número se iba acrecentando, ya que la oferta de descartes de las faenas pesqueras era un constante alimento fácil de obtener. Permanecían en el puerto todo el día, deambulando y recorriendo todos los sectores, tanto acuáticos como terrestres. Como se asentaban sobre las cubiertas de las lanchas pesqueras, buques, muelles y áreas de labores portuarias entraron en conflicto con los trabajadores del puerto y los pescadores, lo que derivó en agresiones para con los animales.
A comienzos de la década de 1980, ante la aparición de lobos con aros de plástico que los lastimaban y con el objetivo de aunar energías para poder retirarlos, se crea la Fundación Fauna Argentina, la que se tornaría con el tiempo en una institución ampliamente reconocida en la región sudeste bonaerense. Esta ONG dedicó especial esfuerzo en preservar la lobería del puerto marplatense.
Para el año 1982, los lobos se asentaban disgregados y desprotegidos; algunos descansaban sobre las embarcaciones, otros sobre pilotes de muelles y banquinas. El grupo más numeroso ocupaba el morro del espigón 7 del Club Náutico. Es por ello que se decidió ofrecerles un lugar más reparado como área de descanso para que se establezcan. 
Primero en el año 1986 se logró que un grupo se ubicara en el muelle 10 de la escollera Sur, en el área interna más cercana a la base.
Posteriormente se comenzó la construcción de la estructura de la lobería, aprovechando una plataforma de piedra situada unos 100 metros hacia la punta. Se colocó allí una importante cantidad de arena y piedras, quedando así conformado un morro amplio, alto, rocoso y con un pequeño borde de playa. Estaba separado del tránsito automovilístico y de las personas por una cerca doble, lo que permitía que los lobos que se recostasen sobre la propia cerca aún queden separados por una franja entre alambradas, evitando de este modo el contacto directo entre personas y animales. Una de las ventajas de la creación del apostadero fue que los lobos dejaron de ofrecer una imagen de individuos aislados y pasaron a ser vistos como partes de una unidad (lobería), lo que favoreció que la especie sea tenida en cuenta como un componente destacado del propio puerto.
La Fundación Fauna Argentina, además de promover la conservación de la lobería, ha emprendido estudios del comportamiento de la especie, de su salud y a partir de 1991 de sus migraciones, en este caso mediante originales técnicas de marcado de ejemplares utilizando sellos intercambiables, agua oxigenada y decolorante.
También ha confeccionado folletería explicativa sobre la especie y el apostadero, ha realizado difusión de la misma mediante conferencias, visitas guiadas y charlas audiovisuales en colegios de la zona, como herramientas de educación ambiental. Todas estas tareas conforman el denominado “Programa de Conservación, Investigación y Educación Ambiental”, el cual la Cámara de Diputados de Buenos Aires declaró de Interés Legislativo.
Ante el crecimiento de las actividades portuarias, en enero de 2002 el consorcio Portuario Regional otorgó a la fundación un sector del puerto lindero a la escollera Sur, pasando la Posta de Inflamables, a 800 metros del área anterior y a solo 700 metros de la boca de entrada del puerto, por lo que la calidad de sus aguas es decididamente mucho mejor que en la anterior ubicación. Allí se construyó un área de estacionamiento y se proyecta la edificación de un edificio que cuente con un centro de interpretación y un sector para uso de los científicos y los voluntarios que asisten a los lobos. 
El nuevo apostadero posee entre 230 y 330 metros de largo por 40 m de ancho máximo. Presenta una orografía escalonada, con el nivel más elevado a la altura de los visitantes y el inferior es una suave y amplia playa. Se encuentra localizado en las coordenadas: 38°2′35″S 57°31′36″O / -38.04306, -57.52667. 

## Biología de la colonia
En este apostadero se protege a la colonia o lobería más septentrional de la Argentina del lobo marino de un pelo o sudamericano (Otaria flavescens).
Es una especie con notable dimorfismo sexual. El macho adulto es de color pardo oscuro, de cuello masivo, cabeza ancha, hocico corto y respingado. Todo su cuello está cubierto por una «melena» formada por una notoria capa de pelo castaño rojizo. Mide de 230 a 250 cm de largo y pesa alrededor de 300 kg (con máximos de 280 cm y 350 kg). La hembra en cambio mide en promedio 180 cm y pesa 140 kg (con máximos de 2 m y 180 kg), siendo de coloración marrón clara estando el pelo seco; posee formas más gráciles y proporcionadas, hocico más agudo, cabeza más angosta al igual que el cuello, el que carece de melena. Viven entre 25 y 50 años.
Esta colonia posee un carácter no reproductivo, al estar integrada casi exclusivamente por ejemplares machos. Esto se debe a que la especie posee un sistema de reproducción del tipo en harén. La gestación dura casi un año. En el verano austral (diciembre a febrero) los machos llegan y forman territorios. Luego llegan las hembras, cada una de estas a los 2 días pare una única cría. A la semana es copulada por el “sultán” (el dueño del harén), un macho de edad promedio, grande y fuerte, el cual disputa el control de las hembras mediante feroces combates con otros machos. De esta manera agrupa a un conjunto de hembras (en promedio 9), las que solo copularán con él, y serán tantas como pueda defender.
Esto genera un excedente de machos, tanto los senescentes, los lesionados, los juveniles (que esperan terminar de madurar y completar su desarrollo físico para disputar su derecho a copular) y los de edad adecuada pero que por distintas razones han resultado ineficaces en constituir su propio harén. Todos estos machos sobrantes tienden a agruparse para su protección en colonias no reproductivas, las que actúan como satélites de las loberías reproductivas, situadas en una amplia región. Las más próximas a esta se encuentran hacia latitudes mayores en el sur de Buenos Aires, en punta Bermeja al este de Río Negro y en la península Valdés (nordeste del Chubut), mientras que hacia el norte en la isla de la isla de Lobos, frente a las costas de Punta del Este, Uruguay, y otras colonias del litoral marítimo uruguayo.
Estructura social de la colonia

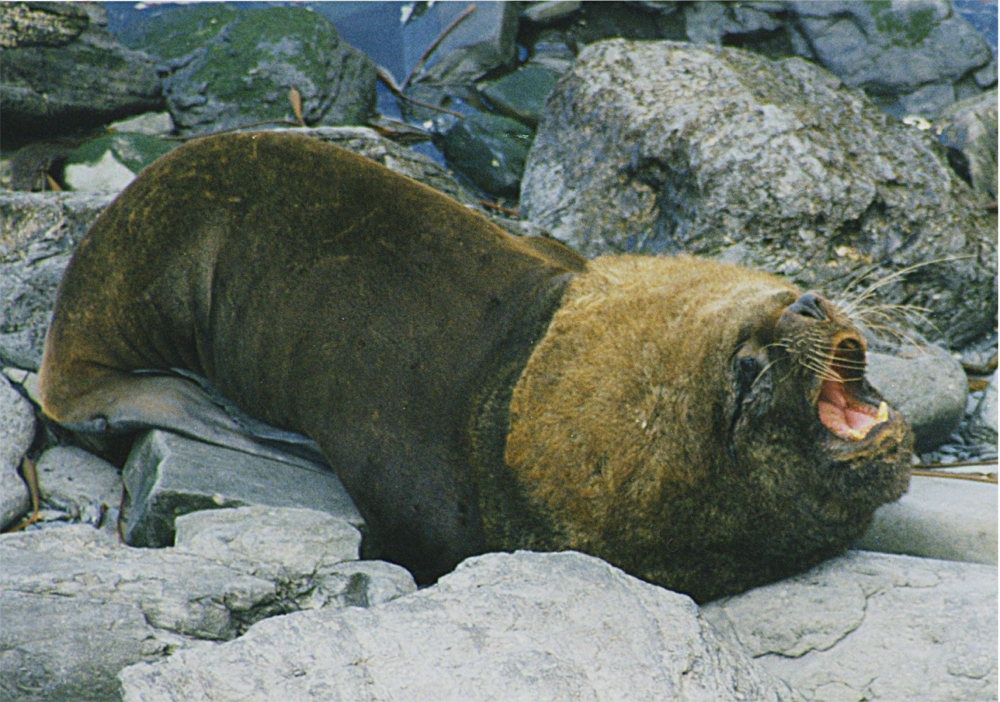
Un ejemplar macho adulto de lobo de un pelo.

Este apostadero se compone por un número variable de ejemplares machos de lobo de un pelo, promediando los 600 individuos, de cuatro clases de edades: crías, juveniles, adultos y seniles. Las crías machos se incorporan a la lobería y permanecen en ella como juveniles hasta que logran alcanzar la adultez. Son predominantes los juveniles y subadultos, si bien su número es dinámico y fluctuante. En cambio los adultos presenta una baja densidad, pero con cifras más estables y constantes. En noviembre, al aproximarse el verano austral, la mayor parte de la población comienza a abandonar el apostadero marplatense para concentrarse en las colonias reproductivas del Atlántico Sur, volviendo al mismo a partir de mediados de febrero, muchos de ellos exhibiendo heridas, consecuencia de los combates por los intentos para acceder a las hembras.

## Conservación
Aunque la caza y la explotación directa de los lobos en la región de Mar del Plata han cesado hace tiempo, los lobos sufren la interacción negativa con todo tipo de pesquerías y de muy diversa forma. 
Son despreciados por una parte de los pescadores, especialmente los que mediante redes de agalla capturan tiburones y corvinas, pues los lobos, si bien no resultan enmallados, les consumen parte de su captura. Donde sí sufren mortandad es por captura incidental en operaciones pesqueras de diversos artes de arrastre de fondo y pelágicos. Indirectamente también sufren la explotación pesquera de las presas que ellos habitualmente capturan.
Un problema colateral entre los pescadores y los loberos se dio durante décadas dentro mismo del puerto, al utilizar los animales las propias lanchas pesqueras como áreas de descanso, los que además de ensuciarlas con las defecaciones dañaban las redes de pesca. La aparición de numerosos zunchos de plástico en los cuellos de los lobos, los que les producían profundas y lacerantes heridas y con el tiempo una horrorosa muerte, fue en un primer momento atribuida a los disgustados pescadores, los que los colocarían mientras los lobos dormían, pero posteriormente se comprobó que eran desechos empleados para embalar cajas de cartón con pescado congelado, empleadas en los sectores de banquinas, los cuales terminaban cayendo al agua y allí los propios lobos las encontraban y en sus juegos introducían en ellos las cabezas, quedando los aros atorados. La Fundación Fauna Argentina libera a los lobos marinos de dicho flagelo, cortando estos zunchos gracias a una herramienta específica, de diseño propio (el “cortasuncho”) que permite hacerlo mientras los lobos descansan. En algunos casos se precisa del empleo de dardos tranquilizantes. Gracias a estos métodos logran liberar de zunchos a un promedio de 100 ejemplares por año. 
Un serio problema, el cual detonó en que se especule con mudar a la colonia fuera del puerto, es que los animales se ven expuestos al contacto con las aguas contaminadas del mismo, siendo abundantes los residuos y efluentes que hacia ellas derivan desde las instalaciones en tierra. Es especialmente relevante la alta contaminación que produce el vertido de combustibles derivados del petróleo. Los análisis del agua del puerto demostraron la presencia de compuestos saturados derivados del petróleo. En investigaciones efectuadas en los últimos años de la década de 1990, en las cuales se buscó 14 hidrocarburos aromáticos policíclicos (HAP) en biopsias de piel, sangre, heces e hígado de especímenes vivos o muertos de los lobos de esta colonia, detectó concentraciones elevadas de los 5 HAP cancerígenos.
La histología de lobos hallados muertos expuso epidermis adelgazada con desprendimiento parcial, y atrofia de folículos y glándulas anexas. Frente al examen visual de los ejemplares vivos un elevado porcentaje de estos presentó alteraciones en la piel y las mucosas, con pérdida de pelo de entre el 40 y el 95 % del cuerpo. El 64 % de los ejemplares presentaba alopecia. Estos síntomas eran más intensos en ejemplares de mayor edad, es decir, los que sufrieron por más tiempo de una exposición a los hidrocarburos, de los que toman contacto ya sea dentro del agua como también al trepar las rocas en las que las mareas han dejado sobre ellas una fina capa de combustible.
La nueva ubicación minimiza este inconveniente al estar posicionada sobre aguas próximas a la boca de entrada del puerto.
El 9 de junio de 1994 el consejo deliberante del partido de General Pueyrredón  sancionó la ordenanza municipal  n.º 9440 por la cual en su artículo 1.º se declaró al lobo de un pelo Monumento Natural municipal, y en el 3.º se declaró de interés municipal la preservación de la reserva faunística de lobos marinos ubicada en el sector interno de la escollera Sur del Puerto de Mar del Plata.

## Visitas a la reserva
La reserva puede ser visitada de dos maneras, por vía marítima, en las excursiones que, mediante barcos de pasajeros que parten del puerto local, hacen recorridas por el litoral marplatense, las que se detienen frente a la lobería para que los turistas puedan observar y fotografiar a estos animales.    
La otra manera es por vía terrestre circulando por la avenida Martínez de Hoz o por Ortiz de Zárate y luego por su continuación, la avenida Escollera Sur, la que va hacia el morro de dicha escollera, de la cual queda hacia el norte (a la izquierda). Por esta vía el acceso es libre y gratuito todo el año. 
Es ideal para paseos recreativos, como complemento a la visita del puerto. Además del comportamiento de los lobos también es posible observar aves costeras, siendo especialmente destacable la presencia frecuente de palomas antárticas (Chionis alba), las que viven asociadas a los lobos; en los excrementos de estos encuentran restos no digeridos los que constituyen su alimento. También hacen lo propio varias especies de gaviotas, destacando de entre estas la amenazada gaviota cangrejera (Larus atlanticus), frecuente durante el invierno.  